# Knochenheilung
Die Knochenheilung, auch Bruchheilung (und Frakturheilung) genannt, nach einem Knochenbruch kann je nach Art des Bruchs (Fraktur) und der medizinischen Versorgung auf zwei Wegen erfolgen: als primäre und als sekundäre Knochenheilung.

## Geschichte
Albrecht von Haller erkannte schon 1767 die Bedeutung der Blutgefäße für die Bruchheilung aufgrund einer experimentellen Untersuchung.

## Primäre Knochenheilung
Eine primäre Knochenheilung kann nur dann erfolgen, wenn die Bruchenden möglichst frühzeitig nach der Fraktur eng adaptiert werden und sie nicht gegeneinander beweglich sind. Dies ist in der Regel nur bei chirurgischer Versorgung mittels Osteosynthese der Fall.
Bei der primären Knochenheilung bildet sich kein äußerer Kallus. Die Knochenbälkchen (Substantia spongiosa) wachsen durch Anlagerung von neugebildetem Knochengewebe zusammen. Dieses Knochengewebe wird durch Aktivierung der Osteoblasten der inneren Knochenhaut (Endost) gebildet. Im Bereich der Markhöhle der Röhrenknochen bildet sich meist ein innerer Knochenkallus aus Knochenbälkchen. Die Osteone der kompakten Knochensubstanz (Substantia compacta) der beiden Bruchenden können bei sehr guter Adaption (Spalt < 300 µm) von beiden Bruchenden aufeinander zuwachsen und wieder fusionieren. Das neuentstandene Knochengewebe hat zunächst eine geringere mechanische Belastbarkeit. Es wird dann etwa ab der 8. Woche durch Osteoklasten wieder abgebaut und durch entsprechend den Druck- und Zugbelastungslinien des Knochens (Trajektorien) ausgerichtetes Knochengewebe ersetzt (sogenanntes remodeling).

## Sekundäre Knochenheilung
Eine sekundäre Knochenheilung tritt bei weniger guter Adaptation und Fixation der Bruchenden sowie bei größeren Knochendefekten – wie nach einer Trümmerfraktur – auf.

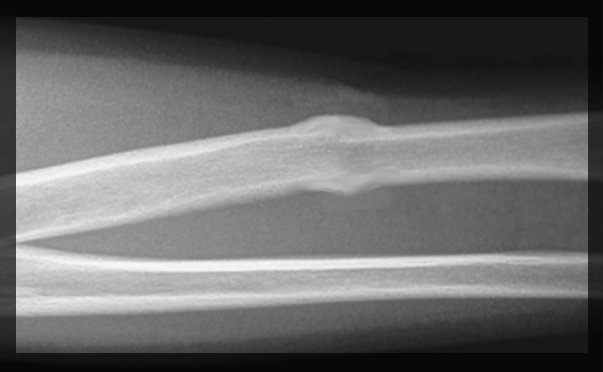
Kallusbildung nach Radiusfraktur (Bildausschnitt aus einem Röntgenbild eines Unterarmes)

Zunächst tritt aus der Bruchfläche Blut aus und es bildet sich ein Bluterguss (Hämatom). Dies führt zu einer Aktivierung der Entzündungskaskade und Entzündungszellen setzen Zytokine wie Interleukin-1 und Interleukin-6 frei. Das Blut gerinnt, wird durch Granulationsgewebe ersetzt und es bildet sich zunächst eine bindegewebige Narbe. Diese Prozesse bilden zunächst eine elastische Verbindung der Bruchenden und schränken deren Beweglichkeit ein. Durch eingewanderte Knorpelbildner (Chondroblasten) kommt es zur Bildung von Faserknorpel, der allmählich durch aktivierte Osteoblasten verknöchert. Die so entstandene Manschette ist deutlich dicker als der übrige Knochen und wird als «Kallus» bezeichnet. Die mechanische Stabilität des Kallus ist jedoch deutlich geringer als die von intaktem Knochengewebe. Auch bei der sekundären Knochenheilung setzt nun ein Knochenumbau (remodeling) ein, und der Kallus wird nach und nach abgebaut und durch entsprechend den Trajektorien ausgerichtetes Knochengewebe ersetzt. Je nach Ausmaß der Fraktur kann die vollständige Knochenausheilung zwischen sechs und zwölf Monaten dauern.
Werden die Bruchenden nicht genügend durch den Bindegewebskallus ruhiggestellt, unterbleibt die Fusion der Bruchenden und es kann sich ein Falschgelenk (Pseudarthrose) bilden. Bei einem erneuten Bruch in der unmittelbaren Umgebung der ersten Fraktur spricht man von einer Refraktur.